# Hisao Sekiguchi
Pour les articles homonymes, voir Sekiguchi.
Hisao Sekiguchi (関口 久雄, Sekiguchi Hisao, né le 29 octobre 1954 à Préfecture de Saitama au Japon) est un footballeur japonais.